# Prodidomus purpureus
Espèce
Prodidomus purpureus est une espèce d'araignées aranéomorphes de la famille des Prodidomidae.

## Distribution
Cette espèce est endémique de Guinée-Bissau,. Elle se rencontre vers le rio Cassine.

## Description
Le mâle holotype mesure 4 mm.
Le mâle décrit par Cooke en 1964 mesure 3,35 mm.

## Systématique et taxinomie
Cette espèce a été décrite par Simon en 1907.

## Publication originale
- Simon, 1907 : « Arachnides recueillis par L. Fea sur la côte occidentale d'Afrique. 1re partie. » Annali del Museo Civico di Storia Naturale di Genova, sér. 3, vol. 3, p. 218-323 (texte intéral).